# Sant Gregori
Sant Gregori település Spanyolországban, Girona tartományban. Sant Gregori Girona, Canet d’Adri, Palol de Revardit, Sant Julià de Ramis, Sarrià de Ter, Salt, Bescanó, Sant Julià del Llor i Bonmatí és Sant Martí de Llémena községekkel határos. Lakosainak száma 4243 fő (2024).

## Népesség
A település népessége az elmúlt években az alábbi módon változott:
| Lakosok száma | 640  | 1881 | 2058 | 3840 | 1735 | 2705 | 3167 | 3498 | 3928 | 3463 |
|               | 1717 | 1887 | 1936 | 1960 | 1986 | 2004 | 2009 | 2015 | 2020 | 2025 |